# Sam Hughes
Sam Hughes   (Clarington, 8 de gener de 1853 - Lindsay, 24 d'agost de 1921) (KCB, PC) va ser el Ministre de l'Exèrcit i de Defensa del Canadà durant la Primera Guerra Mundial. És famós, ja que va ser el darrer ministre del gabinet liberal-conservador, fins que va ser destituït de les seves funcions.

## Primers anys
Sam Hughes va nàixer el 8 de gener de 1853 a Solina, una població a prop de Bowmanville, al Canadà occidental. Va estudiar primer a Durham County i després a l'Escola Normal de Toronto abans d'entrar a la universitat de la mateixa universitat. El 1866 es va enllistar en el 45è Batalló d'Infanteria de West Durham i va lluitar contra els atacs fenians que ocorregueren durant els anys 1860 i 1870. Feu després carrera docent de 1875 a 1885, quan amb la seva família es va instal·lar a Lindsay, població on havia comprat el diari local, The Victoria Warder.
Va ocupar el càrrec d'editor del diari de 1885 a 1897. Va ser diputat i també va lluitar durant la Segona Guerra Boer el 1899 després d'haver ajudat a convèncer Sir Wilfrid Laurier d'enviar-hi tropes.

## Política i servei militar
Va ser elegit pel parlament en 1892 començant així la seua carrera política, formant part del Partit Unionista, i va lluitar en la Segona Guerra Bòer en 1899 després d'ajudar a convéncer a Sir Wilfrid Laurier d'enviar tropes canadenques. Hughes va fer campanya contínuament, sense èxit, perquè se li atorgara la Creu de la Victòria per accions que suposadament havia fet en el camp de batalla. Hughes va publicar la majoria dels seus relats sobre la guerra. Hughes sovint deia que quan ell va marxar, el comandant britànic estava "somicant com un xiquet." De fet, el seu servei amb l'exèrcit durant la guerra Boer no durà gaire, ja que a l'estiu del 1900 fou donat de baixa a conseqüència d'indisciplina militar, i enviat de nou al Canadà.
Hughes havia acusat la incompetència de diversos militars britànics en cartes que s'havien publicat al Canadà i a Sud-àfrica a més d'haver desobeït les ordres dels seus superiors de manera flagrant durant una operació clau. A desgrat del fet que havia manifestat ben sovint una actitud exemplar i fins i tot heroica sobre el terreny, el seu orgull i la seva indisciplina van ser un obstacle preponderant que feren que Hughes mai no obtingué la Creu de la Victòria tot i la seua campanya.